# Lijst van banken in Litouwen
Dit is een lijst van banken in  Litouwen

## Centrale bank
- Bank van Litouwen, Lietuvos bankas

## Private banken
- Swedbank
- DNB bankas
- SEB Bankas
- bankas FINASTA
- Citadele bankas
- Akcinė bendrovė Šiaulių bankas
- Uždaroji akcinė bendrovė Medicinos bankas
- Ūkio bankas, failliet sinds 2013

## Dochtermaatschappijen van buitenlandse banken
- AS Meridian Trade Bank
- BIGBANK
- Danske Bank
- Nordea Bank AB Lietuvos skyrius
- Pohjola Bank
- Skandinaviska Enskilda Banken (SEB)
- Handelsbanken